# Jordan Anderson
Jordan Anderson lub Jourdon Anderson (ur. w grudniu 1825, Tennessee - zm. 15 kwietnia 1905, Dayton) – czarnoskóry amerykański były niewolnik, zapewne autor podyktowanego przez siebie listu z 1865 roku, który stał się znany pod nadanym mu przez wydawców tytułem „List od wyzwoleńca do jego dawnego pana”. Adresowany był do jego byłego właściciela w odpowiedzi na prośbę, aby Jordan powrócił na plantację, by pomóc w jej odbudowie po wojnie secesyjnej. Jest uważany za rzadki przykład udokumentowanego „niewolniczego humoru” tamtego okresu, a jego śmiertelnie poważny styl był porównywany do satyr Marka Twaina.

## Życie
Jordan Anderson urodził się w grudniu 1825 roku w stanie Tennessee. W wieku siedmiu lub ośmiu lat został sprzedany jako niewolnik generałowi Pauldingowi Andersonowi z Big Spring w hrabstwie Wilson, a następnie przekazany synowi generała Patrickowi Henry’emu Andersonowi, prawdopodobnie jako osobisty służący i towarzysz zabaw, ponieważ obaj byli w podobnym wieku. Od rodziny swoich właścicieli Jordan Anderson przyjął nazwisko.
W 1848 roku Jordan Anderson poślubił niewolnicę Amandę (Mandy) McGregor. Oboje doczekali się 11 dzieci. W 1864 roku żołnierze Armii Unii rozbili obóz na plantacji P.H. Andersona i uwolnili Jordana Andersona. Dokumenty poświadczające uwolnienie wystawiła mu unijna administracja wojskowa w Nashville. Następnie prawdopodobnie pracował w szpitalu wojskowym Cumberland w Nashville, po czym ostatecznie osiedlił się w Dayton w stanie Ohio, przenosząc się tam z pomocą nadzorującego szpital chirurga dr. Clarke’a McDermonta. W kolejnych latach Anderson pracował jako służący, woźny, woźnica lub dozorca, aż do 1894 roku, kiedy został kościelnym, przypuszczalnie w Wesleyan Methodist Church. Funkcję tę pełnił aż do swojej śmierci. Wieloletni pracodawca Jordana Andersona, abolicjonista, adwokat i bankier Valentine Winters, był teściem McDermonta.
Jordan Anderson zmarł w Dayton 15 kwietnia 1905 roku.

## List

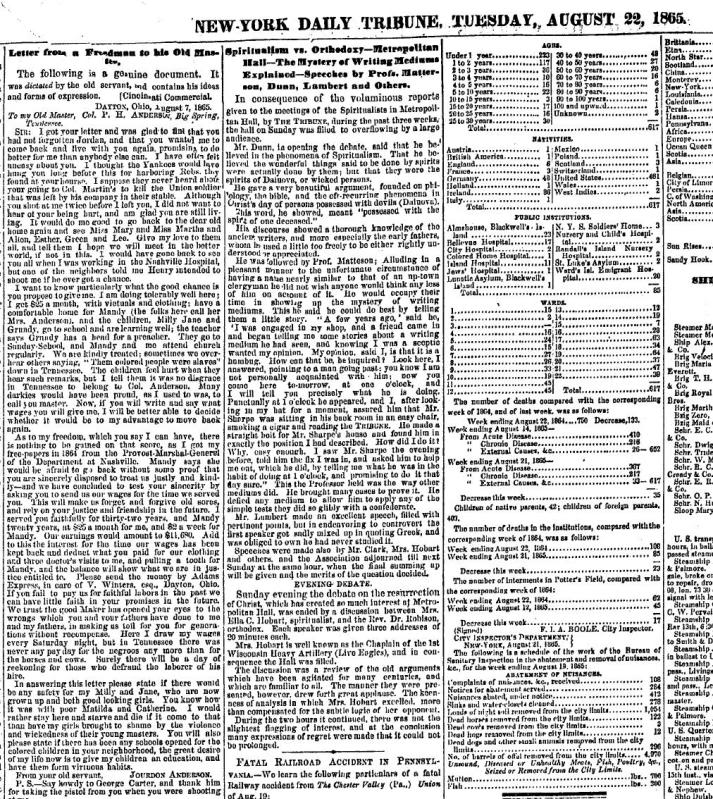
List w „New York Daily Tribune” z 22 sierpnia 1865

W lipcu 1865 roku, kilka miesięcy po zakończeniu wojny domowej, pułkownik P.H. Anderson napisał list z Big Spring w stanie Tennessee do swojego byłego, a wówczas uwolnionego niewolnika Jordana Andersona, prosząc go, aby wrócił i podjął pracę na plantacji, poważnie zdezorganizowanej przez wojnę. List ten nie zachował się.
7 sierpnia Jordan Anderson ze swojego domu w Ohio podyktował odpowiedź z pomocą Valentine’a Wintersa, który następnie opublikował ją w „Cincinnati Commercial”. List stał się sensacją medialną dzięki przedrukom w „New York Daily Tribune” z 22 sierpnia 1865 roku i w tym samym roku w książce Lydii Marii Child The Freedmen’s Book, używanej jako podręcznik w szkołach dla wyzwolonych niewolników. Wydany został pod tytułem Letter from a Freedman to His Old Master.
W liście Jordan Anderson deklaruje radość, że jego były właściciel żyje, bo spodziewał się, że mógł zostać powieszony przez żołnierzy Unii za swoje czyny w trakcie wojny. Prosi również o przekazanie pozdrowień rodzinie pułkownika, ale wspomina, że zrezygnował z próby odwiedzin w jego domu, gdy usłyszał od sąsiadów, że Henry deklarował, że zastrzeli go przy pierwszej sposobności.
Następnie opisuje swoje lepsze życie w Ohio, w tym szacunek, którym cieszy się jego żona. Odnosząc się do propozycji powrotu, deklaruje niepewność co do szczerych intencji pułkownika. Dla ich zweryfikowania prosi swojego byłego pana o zapłatę za dotychczasową swoją i żony służbę, w wysokości 11 680 dolarów. Jordan obliczył to wynagrodzenie jako 25 dolarów miesięcznie przez 32 lata dla siebie i 2 dolary tygodniowo przez 20 lat dla swojej żony Mandy. Zadeklarował też, że chcieliby otrzymać skumulowane odsetki za okres przetrzymywania poborów, pomniejszone o koszty ubrania i opieki lekarskiej – trzech wizyt lekarza do niego samego i wyrywania zęba żonie.
Następnie pyta, czy jego córki będą bezpieczne, mieszkając w Tennessee, odnosząc się do historii starszych córek Matildy i Catherine, które doznały nieopisanych w liście aktów przemocy ze strony swoich młodych panów. Interesuje się też możliwością dalszej edukacji swoich dzieci, którą uważa za bardzo ważną.
List kończy się prośbą: „Pozdrów George’a Cartera i podziękuj mu za odebranie ci pistoletu, kiedy do mnie strzelałeś”.

## Autentyczność listu i odniesienia w kulturze
List był umieszczany w licznych antologiach, tłumaczony na języki obce, jest omawiany przez historyków.
Jest ceniony za swój humor, przeplatanie gorzkiej ironii i fragmentów napisanych absolutnie serio. Humorysta Andy Borowitz, zapytany przez Associated Press, skomentował, że Mark Twain byłby dumny z tego listu, gdyby go sam napisał. Również biograf Twaina Ron Powers wyraził pogląd, że ten list jest w jego stylu. Glenda Carpio, profesor Uniwersytetu Harvarda, wskazuje w kontekście analizy stylistyki listu, że niewolnicy byli nadzorowani i karani w razie wyrażania krytyki bądź obrażania swoich właścicieli. W związku z tym stworzyli wyrafinowane sposoby wyrażania się nie wprost. Historyk z Uniwersytetu Yale David Blight zwraca uwagę, że list odwołuje się do wielu aspektów wolności: godności, dostępu do edukacji, rodziny, a także godnej płacy za pracę.
W 2012 roku Michael Johnson, historyk z Johns Hopkins University, zbadał wymienione osoby i miejsca, aby zweryfikować autentyczność dokumentu. Odkrył, że w zapisach dotyczących niewolników z 1860 r. wymieniono pułkownika P.H. Andersona we właściwym hrabstwie i że niektórzy z jego niewolników, choć nie wymienieni z imienia, odpowiadali płci i wiekowi osób wymienionych w liście. Jordan Anderson, jego żona i dzieci również pojawiają się w spisie powszechnym Dayton z 1870 r.; są wymienieni jako czarni i urodzeni w Tennessee. Generalnie, badacze uważają list za autentyczny i stworzony przez Jordana Andersona.